# Star Wars: Battlefront (відеогра, 2004)
Star Wars: Battlefront — відеогра жанру шутера від першої/третьої особи у всесвіті «Зоряних воєн». Доступні одиночний і багатокористувацький режими гри. Гра розроблена Pandemic Studios і видана LucasArts — 21 вересня 2004, одночасно для персональних комп'ютерів (Microsoft Windows), Xbox і PlayStation 2. У липні 2005 року, її портувала на Macintosh компанія Aspyr.
Ігровий процес запозичує основи Battlefield 1942, з тією різницею, що дії розгортаються у всесвіті «Зоряних воєн», на планетах «далекої-далекої галактики», з притаманними їй видами військ і військової техніки.
Компанія Electronic Arts у 2015 році видала нову гру з такою ж назвою.

## Ігровий процес

### Багатокористувацька гра
Star Wars: Battlefront зображає битви між чотирма основними фракціями з оригінальної трилогії фільмів і приквелів: Галактичної Республіки, Конфедерації незалежних систем, Альянсу повстанців і Галактичної імперії. Бійці кожної фракції поділяються на 5 класів. Чотири основні класи однакові для кожної фракції: піхота, важкоозброєна піхота, пілот і снайпер, тоді як п'ятий унікальний. Кожна фракція також має неігрового персонажа-героя, який бере участь у битві протягом обмеженого періоду часу: Граф Дуку (Конфедерація), Мейс Вінду (Республіка), Люк Скайвокер (Повстанці) і Дарт Вейдер (Імперія).
Учасники боїв можуть скільки завгодно разів повертатися на поле бою після загибелі, поки їхня команда має очки підкріплень. Ці очки нараховуються, поки команда володіє принаймні одним командним пунктом. Якщо команда втрачає всі очки підкріплень або всі командні пункти, вона програє.
На полі бою є кілька наземних і повітряних машин, якими бійці здатні керувати. Вони поділяються на розвідувальну техніку, середню та важку вогневу, важку транспортну, бойові літаки та транспортні літаки. Деякі великі транспортні засоби функціонують як мобільні командні пункти, які неможливо захопити, але які втрачаються, якщо транспортний засіб знищено.
Крім того, на деяких картах є місцеві сили. Вони можуть бути нейтральними до обох фракцій, як-от джави, ворожими до однієї фракції, як-от вукі, або ворожими до обох фракцій, як-от таскенські рейдери. Командні пункти, що належать ворожим місцевим жителям, також можна захопити і тоді звідти перестануть надходити вороги.
У версії Star Wars: Battlefront для Microsoft Windows і Macintosh можна грати онлайн до 64-м гравцям на одній карті через локальну мережу (LAN) або через Інтернет за допомогою сервісу GameSpy. Версія для Xbox передбачає щонайбільше 32 гравця на карті, тоді як версія для PlayStation 2 підтримує лише 16 гравців, або двох за однією приставкою в режимі розділеного екрана. Версія PlayStation 2 використовує спеціалізовані сервери GameSpy, тоді як Xbox використовувала мережу Microsoft Xbox Live. Онлайн-гра Xbox більше не доступна, оскільки сервери Xbox Live були закриті 15 квітня 2010 року.

### Однокористувацька гра
Режим одиночної «Кампанії» пропонує взяти участь у серії завдань, які відтворюють важливі бої з історії «далекої галактики». Це бої Воєн клонів, а потім Галактичної громадянської війни. Гравець починає кампанію або як учасник армії сепаратистів, або як імперський штурмовик. Приблизно в середині обраної кампанії перспектива перемикається на солдатів-клонів або повстанців. Як і в багатокористувацькій грі, перемоги можна досягнути, знищивши всі ворожі війська, або захопивши їхні командні пункти.
У режимі «Галактичного завоювання» належить виконувати місії на різнних планетах і коли ворогів на планеті знищено, це дає гравцеві певний бонус. Наприклад, захоплення планети Беспін призводить до того, що вся ворожа техніка на інших планетах на початку бою буде пошкоджена. Вигравши чотири битви, гравець отримує доступ до секретної бази своєї фракції та її суперзброї. Суперзброя дозволяє миттєво знищити ворожу ціль на вказаній планеті, але це такої знищить і її бонус.
«Миттєва сутичка» пропонує зіграти бої з кампанії, але гравець може обирати не лише свою фракцію, а також карту, противника та склад його армії. Щоб грати на певній карті в «Миттєвій сутичці», її спершу треба пройти в «Кампанії».

## Розробка
Розробку Star Wars Battlefront розпочала Pandemic Studios у 2002році. Грег Баррод, виконавчий продюсер Battlefront зазначив: «Ми хотіли створити тайтл онлайного шутера для Xbox, PS2, і ПК, який відкрив би командну стратегію і вирізнявся битвами й світами з кожного із шести фільмів „Зоряних воєн“». Тривимірні моделі та анімація для гри створювалися в програмі Softimage XSI. Більшість персонажів використовували спільні анімації та невеликий набір віртуальних кісток, щоб зменшити навантаження на обладнання. Довкілля створювалося на рушієві розробників ZeroEditor, розробленому Pandemic Studios. Зокрема ландшафти моделювалися вручну, а деталі додавалися на них алгоритмом, згідно поточної ситуації в грі. Об'єкти, пов'язані з головними завданнями, перевірялися кожні кілька секунд для кожного юніта, другорядні завдання (наприклад, цілі для пострілів) обраховувалися постійно.
Деякі звуки та шуми творці гри запозичили з фільмів, інші було записано на «Ранчо Скайвокера» в Каліфорнії. Гра використовувала близько 1200 шумів, як-от звуки флори та фауни, води, металу. Актор Тамуера Моррісон виконав озвучення солдатів-клонів, як і в фільмі «Атака клонів». Том Кейн озвучив адмірала Акбара та Йоду. Нік Джеймсон — Дарта Сідіуса/імператора Палпатіна. Кейн і Джеймсон також озвучили численних персонажів у інших творах за «Зоряними війнами», включаючи Йоду та Палпатіна в мультсеріалу «Війни клонів» (2008).
LucasArts додали ексклюзивне для Xbox демо гри в набір DVD з фільмами про Зоряні війни. Демо містило один рівень — битву за Ендор. Гру випустили 21 вересня 2004 року, одночасно з набором фільмів. Наприкінці 2004 року Pandemic Studios випустили для Microsoft Windows інструменти для створення модифікацій, що дозволили гравцям створювати власні карти, зброю та персонажів. Aspyr домовилася про портування гри на Macintosh (Mac OS) і видала його у липні 2005 року. А 1 листопада 200 вийшла версія для мобільних телефонів, створена Mikoishi та видана THQ. Через 8 років, 7 листопада 2012 року, сервери GameSpy, які забезпечували багатокористувацьку гру, вимкнули. В GameSpy пояснили, що між LucasArts і GameSpy скінчився термін угоди і її вирішили не продовжувати.
Гра стала поширюватися через сервіс Steam 2 травня 2019 року. Багатокористувацьку гру в Steam анонсували 1 травня 2020.

## Оцінки й відгуки
| Агрегатор    | Оцінка                                 |
| ------------ | -------------------------------------- |
| GameRankings | (PS2) 83% (XBOX) 80 % (PC) 78 %        |
| Metacritic   | (PS2) 82/100 (XBOX) 80/100 (PC) 76/100 |

| Видання                            | Оцінка                                              |
| ---------------------------------- | --------------------------------------------------- |
| Edge                               | 8/10                                                |
| Electronic Gaming Monthly          | 8.33/10                                             |
| Eurogamer                          | 8/10                                                |
| Game Informer                      | 8/10                                                |
| GamePro                            | [ 29 ]                                              |
| GameRevolution                     | B                                                   |
| GameSpot                           | (Xbox) 8.2/107.9/10                                 |
| GameSpy                            | (PC)                                                |
| GameZone                           | 8.5/10                                              |
| IGN                                | (Mobile) 9/10 (Xbox) 8.5/10(PS2) 8.4/10 (PC) 7.5/10 |
| Official U.S. PlayStation Magazine | [ 41 ]                                              |
| Official Xbox Magazine (США)       | 8.2/10                                              |
| PC Gamer (США)                     | 80 %                                                |

Гра зібрала такі середньозважені оцінки критиків на Metacritic: 82/100 у версії для PlayStation 2, 80/100 для Xbox і 76/100 для ПК. На GameRankings гра отримала відповідно 83 % позитивних рецензій для PlayStation 2, 80 % для Xbox і 78 % для ПК.
У GameSpy відгукнулися, що хоча графіка не має нічого особливого, гра чудово відтворює знайомі місця з фільмів, а звуки сприяють зануренню в атмосферу битви. На консолях ще не було багатокористувацьких ігор такого масштабу, до того ж з такою кількістю живих гравців, хоча іноді трапляються затримки. В цілому Star Wars Battlefront описувалася як одна з найкращих ігор за «Зоряними війнами».
Вердикт Eurogamer повідомляв: «Але загалом Star Wars Battlefront має успіх і є найкращою екшн-ігрою за Зоряними війнами, у яку ми грали з часів Rogue Leader. Вона демонструє галактичні конфлікти, якими ми довго вражалися на великому екрані, у збалансованій та привабливій манері, що постійно розважає. Шанувальники шутерів від першої особи для ПК можуть вважати інакше — Battlefield 1942 явно все ще має перевагу над нею щодо глибини та масштабу — але з точки зору консолей наразі нічого подібного немає, і це ще одна причина стежити за Pandemic».
Згідно з IGN, «На Xbox і PlayStation Battlefront пропонує особливий стиль гри, який ще не був затертий або ускладнений, як це сталося на ПК… Є великі епічні битви. Значна увага приділяється співпраці, і це дуже інтуїтивно зрозуміла гра. На PlayStation 2 і Xbox все це працює надзвичайно добре, незважаючи на характерні недоліки штучного інтелекту та актуальності. На ПК, на жаль, усі проблеми посилюються надзвичайною конкуренцією [з боку інших ігор], через що Battlefront виглядає дещо спрощеною».